# Ніж м'ясника не чує стогонів ягняти (Дискавері)

## Про епізод
Ніж м'ясника не чує стогонів янгяти — четверий епізод американського телевізійного серіалу «Зоряний шлях: Дискавері», який відбувається приблизно за десять років до подій оригінального серіалу «Зоряний шлях» та показує війну між Федерацією й клінгонами. Епізод був написаний шоураннерами Гретхен Дж. Берг та Аароном Гарбертсом й Крейгом Свіні з оповіді співавторів серії Браяна Фуллера, Берга та Гарбертса. Режисував Аківа Голдсман.

## Зміст
Бернем отримує одяг члена екіпажу — без знаків військового звання. До неї приходить посилка із заповітом капітанки Джорджі. Майкл не може пересилити себе і відкрити його.
Сару здивований і незадоволений присутністю Майкл на борту «Дискавері». Екіпаж корабля відпрацьовує симуляцію бою з клінгонами і весь час програє. Лорка наказує Бернем вивчити істоту з «Гленна» та знайти спосіб використовувати її як зброю — тихоходка знищила десяток клінгонів — а на її оболонці ні подряпини від фазерів.
Вок закликає Т'Кувму допомогти його послідовникам їжу і запустити двигун. Л'Релл нагадує йому про з'їдену Філіппу Джорджі і її корабель «Шеньчжоу». Лорка придає до досліджень Бернем Лендрі; вона зове тихоходку «Різником». Бернем з'ясовує — тихоходка з'явилася на «Гленні» як безбілетний пасажир.
Від адміралки Корнуелл екіпаж «Дискавері» отримує наказ прийти на допомогу колонії Корван-2, на яку напали клінгони. Працівники Корвана видобувають 40 % усього делітію — необхідного для підпросторових стрибків. Стамец сумнівається в можливості здійснити такий довгий стрибок за допомогою нового методу. Капітан пропонує йому діяти методом проб і помилок.
Кол прибуває на корабель послідовників Т'Кувми і вимагає застосувати технологію маскування для зоряного флоту.
Стамец виявляється правий, корабель на далекому стрибку ледь не врізається в зірку. Тихоходка під час невірного стрибка шалено реагує. Капітан погрожує Стамецу і примушує його продовжити шлях до Корвана. Для цього капітан транслює ше одне «повідомлення».
Лендрі намагається приспати «тихоходку», щоб відрізати у неї кіготь, однак та виривається на волю; Лендрі смертельно поранена.
Вок переміщається на «Шеньчжоу» і забирає рушій — модуль обробки ділітію. Л'Релл допомагає Воку і повідомляє — вона буде послідовницею вчення.
Майкл запрошує Сару на розмову. Бернем підходить до істоти з каністрою зі спорами, тихоходка її не чіпає. Бернем за допомогою реакцій ганглій Сару переконується — істота не загрозлива. В присутності Тіллі Майкл переконується — тихоходка і спори — симбіотики. Дізнавшись про реакцію «тихоходки» на стрибок і її симбіотичний зв'язок зі спорами, Стамец та Бернем переміщують істоту в інженерний відділ. Істота з'єднується зі споровим двигуном і допомагає як суперкомп'ютер прорахувати навігаційні координати.
Вок повертається на корабель — але запізно. Його команду представник іншого дому підкупив їжею. Л'Релл демонстративно в присутності Вока бкрк їжу. Вона ж пропонує кинути Вока помирати на «Шеньчжоу». «Дискавері» раптово з'являється над колонією і знищує ворожі кораблі, потім теж раптово зникає.
Вок змушений перебувати на розбитому кораблі в очікуванні смерті. Л'Релл телепортується за Воком і каже, що вони можуть самі виграти війну — Матріархи готові надати допомогу. Однак Вок має пожертвувати всім.
Після стрибка Бернем зі спорами відвідує істоту. Тихоходка не хоче спор; вона нездорова. Ьіллі своїм базіканням переконує Майкл відкрити послання капітанки. Філіппа Джорджі подарувала Майкл родинну реліквію — старовинний телескоп.

## Виробництво
Те, як актриса Мері К'єффо зіграла свою роль Л'Релл в попередніх епізодах, надихнуло написання цієї серії та зображення її персонажа. «З того, що я робила у першому та другому епізодах — пояснила К'єффо — [автори] були такими: „О, давайте подивимось, як ми можемо створити цю історію“. Вони дали мені таку можливість».
Джессі Александер та Арон Елі Колейт із задоволенням написали цей епізод. Згадуючи в цій частині маніпулятивну трансляцію Лорки виклику лиха від Корвана-II, виконавчий продюсер Аарон Гарбертс напівжартома прокоментував: «Нам не довелося випускати тихоходку, щоб змусити їх це зробити».
Думаючи, що тихоходка — це, по суті, метафора для Майкл Бернем — спочатку використвувана з почуттям провини і відчуваючи, що вона сама монстр — змусила авторів сценарію вирішити, що вона подружиться з твариною («м'ясником»). Аарон Гарбертс пояснив: «Це, здавалося, тільки доречно, що вона буде, знаєте, з'ясувати, що цей монстр НЕ монстр насправді, це може допомогти». Поняття Тихоходки, який стає навігатором «Дискавері», підтверджується тим фактом, що спочатку планувалося — Тихоходка буде повноцінним офіцером містка Зоряного флоту та керівником Стамеца на борту корабля, який займається грибами та спорами.
За словами виконавця ролі Лорки Джейсона Айзека, сценарій епізоду не містив жодних посилань на Ілона Маска, але сам Айзек додав його, в основному, як «хитру спробу переконати владу, що є в компанії Маска, дати йому (тобто Айзеку) „Теслу“».
Хоча в цьому епізоді є натяки на роман між Л'Релл і Воком, сценарій не містив жодних імовірносттей динаміки відносин цих персонажів. Зазначила Мері К'єффо: «У сценарії написано, що я „надихаю“ Вока, наприклад, „Вона намагається надихнути його піти туди“».
Для того, щоб зняти сцену, в якій тихоходка нападає на Лендрі, каскадер в зеленому костюмі носив вирятуючи вперед руки з екраном перед Рекхою Шармою де писалося, що зараз з нею стається. Що стосується сцен на стелі, Олатунде Осунсанмі вигукував, де знаходиться істота, наприклад, «Він іде вздовж стелі 3-2-1, він біля дверей! Він намагається відчинити двері!» Ебаді стрибав зі сходів на батут, на стіл, все в одному дублі. Щоб зобразити Лендрі, яку тварина забила, Рекха Шарма спочатку була злегка «закривавлена», а потім знімалася з протезами і її ще побризкали «кров'ю».
Це був перший епізод, в якому грим для персонажа Л'Релл включав протези рук, які були жіночими, а не чоловічими. Зйомки сцен за участю Л'Релл та Вока займали щонайменше два дні. Мері К'єффо та Шазад Латіф багато працювали над сценами епізоду, що включають їх ролі. «Ми з Шазадом години і години просто репетирували у свій час — згадувала К'єффо — щоб ми знали, що означає кожне слово». Кальмар був використаний для сцени з клінгонським бенкетом на борту їх корабля. Сцена породила жарт між К'єффо та Латіфом щодо м'ясної ноги, яка повинна була бути краденою.
«Пара акторів почала говорити із сильним акцентом і вигукувала: „Містер Крадинога!“» — згадувала Латіф. «У неї був найбільший шматок м'яса. Він був такий великий, що закривав її обличчя».
Оскільки К'єффо та Латіф сповна насолоджувались часом, працюючи над цим внеском з Олатунде Осунсанмі, вони подарували йому квіти останнього дня, коли вони були на зйомках. «І отже, ми вже збиралися їхати, — оповідала К'єффо — Це було до сцени з процесором дилітію, тому ми всі такі кокетливі та веселі, як люди так і клінгони». Саме тоді помічник дизайнера костюмів Ерін Дапрато вирішила сфотографувати пару акторів. «Вона просто мала інстинкт на такі речі, просто сказала: „Гей, люди“, і отримала цей момент» — пояснювала К'єффо. Мері К'єффо охоче використовувала свої нові протезовані клінгонські «руки» під час зйомок однієї сцени з цього епізоду. "Другий день зйомок, вранці, коли я переконую Вока поїхати до «Шеньчжоу», щоб отримати процесор дилітію — оповідала акторка — і я щойно отримала ці нові руки, мої леді-руки [….] Отже я просто сказала: «О, я дуже хочу їх використовувати», "всі ці речі […]. І я зробила [сцену], і Олатунде якось відвів мене вбік, та сказав: «Я знаю, що це говорить „надихати'“, але що, якщо це трохи спокусливо?»

## Сприйняття
Після виходу епізоду Метт Міра зазначав, що часто обговорюваною темою серед фанатів «Зоряного шляху» було те, як епізод демонстрував «Discovery» за допомогою спорового приводу. Сам фанат «Зоряного шляху», Метт Міра прокоментував діалог у сцені з турболіфтом з тизера: «Це якась вишукана турболіфтова пісня Треку[….] Це чудово». Щодо його відповіді на одкровення про те, що клінгони поглинули останки Філіппи Джорджі, Міра зізналася: «Я була емоційно трохи постраждала».
Оскільки кальмар був використаний у клінгонській сцені, творчий персонал не захотів використовувати його знову, коли прийшов час зобразити ганглії загрози Келпіанця. Однак Шазад Латіф та Мері К'єффо в підсумку повторно використали свій жарт «Містер Крадинога», як спосіб повернутися до відчуття веселості, поки їм потрібно було грати темніші сцени.

## Знімались
- Сонеква Мартін-Грін — Майкл Бернем
- Даг Джонс — Сару
- Шазад Латіф — Еш Тайлер
- Ентоні Репп — Пол Стамец
- Мері Вайзман — Сільвія Тіллі
- Джейсон Айзекс — капітан Габріель Лорка
- Мішель Єо — капітанка Філіппа Джорджі
- Джейн Брук — адмірал Корнуелл
- Мері Чіффо — Л'Релл
- Вілсон Круз — Гаг Калбер
- Кеннет Мітчелл — Кол
- Рекха Шарма — командор Лендрі
- Денніс Андерс — інженер Ранц
- Емілі Коутс — Кейла Детмер
- Сара Мітіч — Ейріам
- Ойін Оладейо — Джоан Овосекун
- Тасія Валенза — голос комп'ютера «Шеньчжоу»

## Цікавинки
Цей епізод має другий за довжиною заголовок з усіх понад семисот епізодів «Зоряного шляху», дещо коротший за заголовок епізоду Зоряний шлях (оригінальна серія) третього сезону «Бо світ порожній і я торкнувся неба» (For the World Is Hollow and I Have Touched the Sky).